# Horizon (càmera)

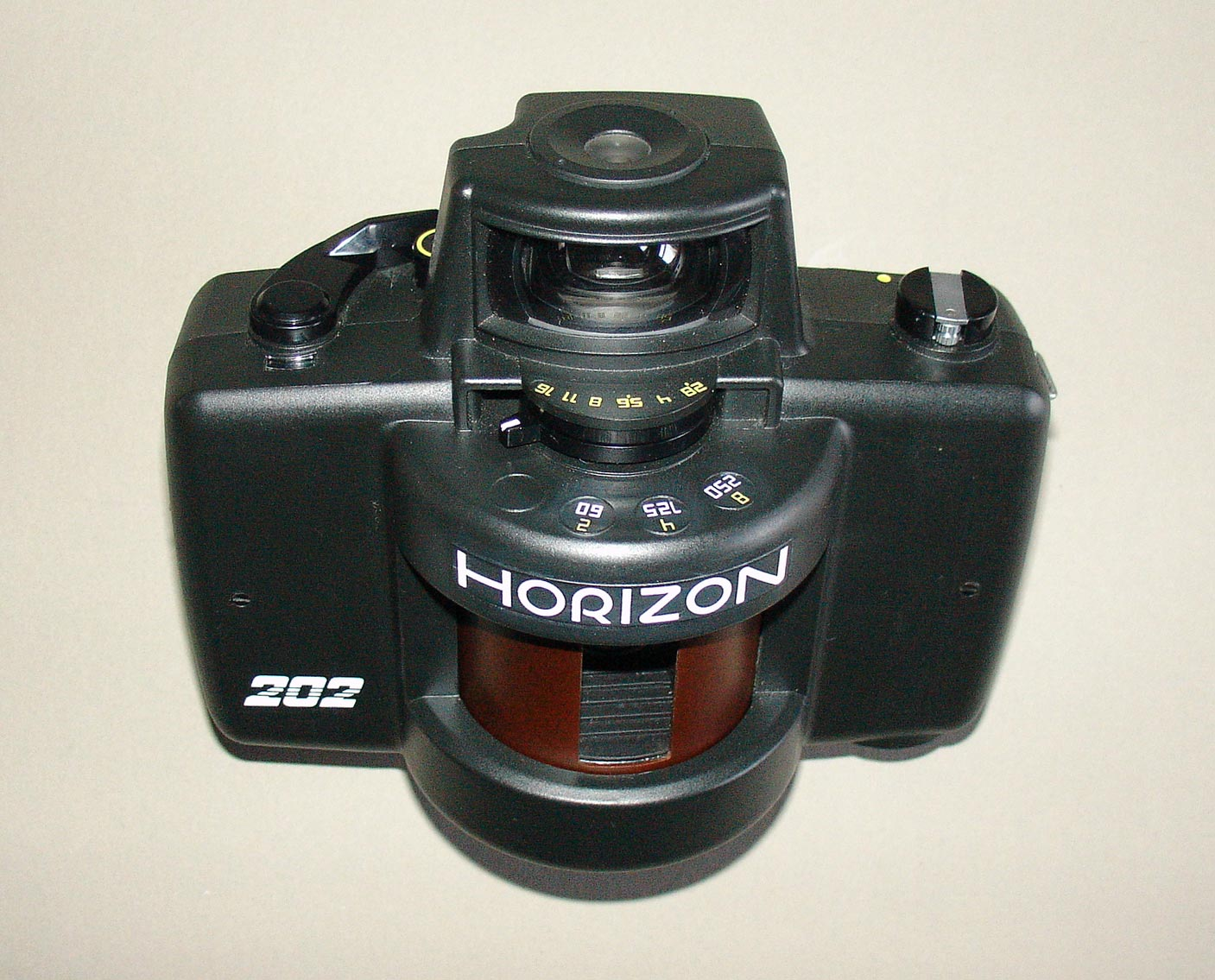
Horizon 202

Horizon és una càmera amb una lent rotatòria que permet la captura de fotografies panoràmiques. És fabricada per Krasnogorsky Mechanicheskiy Zavod (KMZ) a Krasnogorsk, Rússia, més conegut per la seva gamma de càmeres Zenit. La característica principal de la càmera és la lent rotatòria que captura imatges panoràmiques de 120°.
Els models actuals (2015) es comercialitzen sota els noms Horizon Perfekt i Horizon Kompakt.

## Història
La història d'aquesta càmera es remunta a la Unió Soviètica, quan l'any 1948 l'empresa KMZ va fabricar una sèrie limitada de prototips anomenats FT-1, una petita càmera panoràmica per pel·lícula de 35 mm. El primer model públic va ser presentat anys després a la Fira Mundial de Brussel·les l'any 1958 sota el nom FT-2. Fora d'ordre cronològic ja s'havia produït un prototip anomenat FT-3 durant els anys 1952 i 1953.
FT prové de Fotoapparat Tokareva, que significa "La càmera de Tokareva", el que és el nom de qui es diu que va sorgir amb la idea inicial del disseny.
Fins al 1968 es van vendre 16.662 FT-2 a l'estranger sota els noms Spiratone, Panorama i Spaceview. L'any 1967 es va implantar l'Horizont. Aquest model ja tenia similituds amb els altres models: tenia una lent Industar f2.8/28 mm i quatre velocitats d'obturació, que anaven d'1/30 fins a 1/250. Primer va ser presentada a Photokina el 1966, i creava unes imatges de 24 x 58mm en pel·lícules de 35mm.
Tenia un OF-28P (28mm, f/2.8), focus fix, i un cos de 142 mm d'ample, 100 mm d'alçada, 67 mm de profunditat i 910 g de pes. Després de 49.849 unitats es va parar la producció el 1973.
L'any 1989 la càmera va ser recuperada per KMZ i va tenir un èxit relatiu a l'exterior. Aquest cop van anomenar a la càmera Horizon 202. En lloc d'un cos de metall es va utilitzar plàstic ABS, però l'interior no va canviar molt. El canvi més gran va ser l'addició d'una segona roda d'opcions que permetia afegir més velocitats d'obturació, oferint un total de vuit velocitats diferents: 1/2, 1/4, 1/8, 1/15, 1/30, 1/60, 1/125 i 1/250. En models posteriors es van sacrificar les velocitats 1/15 i 1/30 per afavorir el funcionament dels mecanismes.
Des del 2006 és venuda en una versió més senzilla amb només dues velocitats d'obturació (1/2 i 1/60) sota el nom Horizon Kompakt.
L'any 2003 es va produir un nou model amb el nom Horizon 203 i posteriorment anomenada Horizon S3Pro. Aquesta actualització es focalitzava en el disseny i rendiment, deixant els aspectes tècnics tal com estaven. El 2005 Lomographic Society International i KMZ es van unir per vendre un model amb el nom Horizon Perfekt.
Des del 2000 fins al 2005 aproximadament també es va vendre una càmera de format mitjà amb el nom d'Horizon 205 PC produït a baixa escala, però no va tenir continuïtat.

## Disseny tècnic

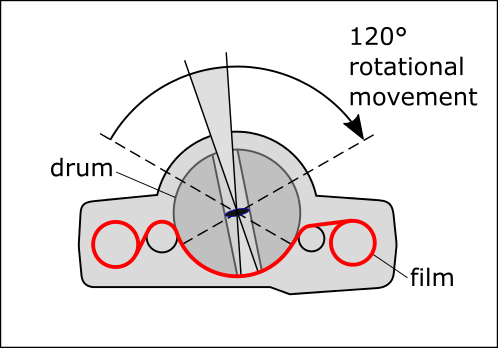
Funcionament d'una càmera de lent rotatòria.

Durant la seva història, el disseny tècnic s'ha mantingut gairebé igual: quan es prem el disparador, un tambor que carrega la lent gira d'esquerra a dreta. Dins la càmera, a través d'una escletxa darrere del tambor, la imatge es projecta a la pel·lícula, la qual està sobre una superfície corbada. Variant l'amplada de l'escletxa canvia el temps que s'exposa cada part de la pel·lícula.
Amb aquest truc es poden aconseguir diferents velocitats d'obturació sense variar la velocitat del moviment del tambor. El sistema funciona gràcies a una molla. El focus de la lent està fixat a l'infinit, així que tots els elements surten ben definits.

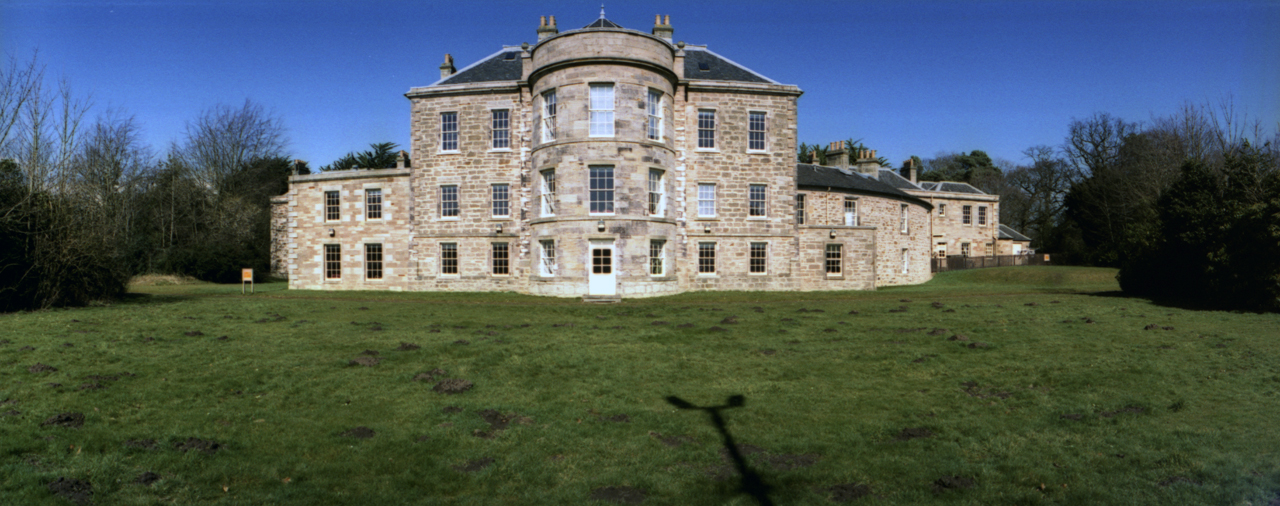
Imatge de Craigie Casa, Ayr, feta amb l'Horizon 202
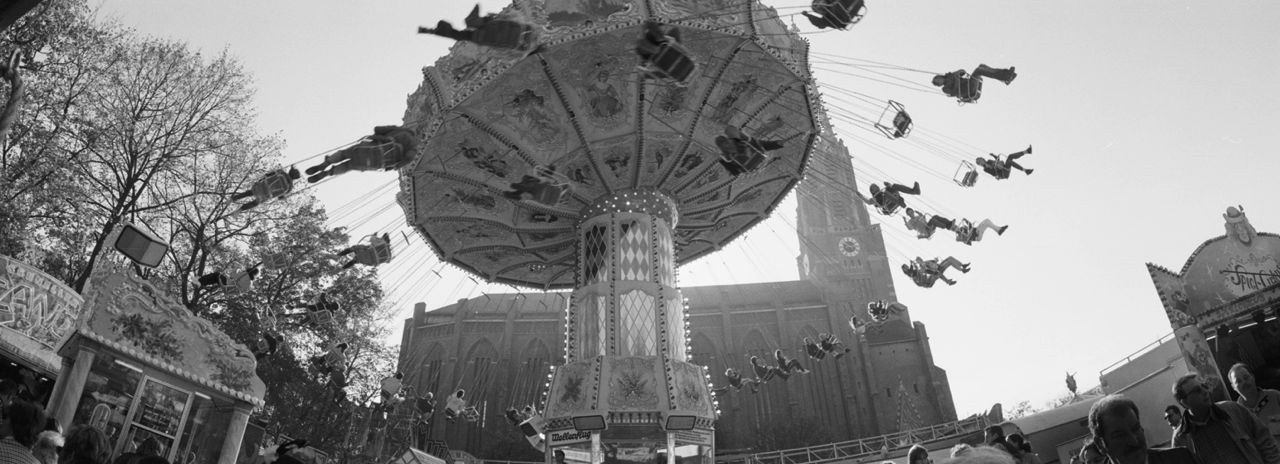
Imatge de Auer Dult, Múnic, feta amb l'Horizon 202